# Mistrzostwa Świata w Strzelectwie 1925
Mistrzostwa Świata w Strzelectwie 1925 – 23. edycja mistrzostw świata w strzelectwie. Odbyły się one w szwajcarskim St. Gallen.
Rozegrano jedenaście konkurencji. Najlepszym zawodnikiem turnieju był Szwajcar Walter Lienhard, który zdobył siedem medali. W klasyfikacji medalowej zwyciężyła jego reprezentacja, czyli gospodarze.

## Klasyfikacja medalowa
Gospodarze mistrzostw
| Pozycja | Kraj              | Złoto | Srebro | Brąz | Łącznie |
| ------- | ----------------- | ----- | ------ | ---- | ------- |
| 1       | Szwajcaria        | 8     | 7      | 5    | 20      |
| 2       | Francja           | 3     | 1      | 1    | 5       |
| 3       | Dania             | 0     | 1      | 3    | 4       |
| 4       | Stany Zjednoczone | 0     | 1      | 1    | 2       |
| 5       | Holandia          | 0     | 1      | 0    | 1       |
| 6       | Belgia            | 0     | 0      | 1    | 1       |

## Wyniki
| Konkurencja                                     | Złoto                                                                                 | Wynik     | Srebro                                                                               | Wynik     | Brąz                                                                                       | Wynik     |
| Karabin wojskowy, trzy postawy, 300 m           | Karl Zimmermann                                                                       | 502 pkt.  | Walter Lienhard                                                                      | 497 pkt.  | Wilhelm Schnyder                                                                           | 488 pkt.  |
| Karabin wojskowy leżąc, 300 m                   | Raoul Miard                                                                           | 181 pkt.  | Roger Isenegger                                                                      | 178 pkt.  | Walter Lienhard                                                                            | 176 pkt.  |
| Karabin wojskowy klęcząc, 300 m                 | Louis Gouéry                                                                          | 179 pkt.  | P. Pedersen                                                                          | 170 pkt.  | Niels Larsen                                                                               | 169 pkt.  |
| Karabin wojskowy stojąc, 300 m                  | Karl Zimmermann                                                                       | 164 pkt.  | Aix Bouwens                                                                          | 156 pkt.  | Vandesutte                                                                                 | 154 pkt.  |
| Karabin dowolny, trzy postawy, 300 m            | Josias Hartmann                                                                       | 1109 pkt. | Walter Lienhard                                                                      | 1105 pkt. | Karl Zimmermann                                                                            | 1061 pkt. |
| Karabin dowolny, trzy postawy, 300 m, drużynowo | Szwajcaria Josias Hartmann Walter Lienhard Giuseppe Pelli Jakob Reich Karl Zimmermann | 5386 pkt. | Stany Zjednoczone John Boles Raymond Coulter Manning Dodson Bud Fisher Armand Morgan | 5255 pkt. | Dania Christian Jensen Niels Laursen Niels Larsen P. Pedersen Erik Sætter-Lassen           | 5099 pkt. |
| Karabin dowolny leżąc, 300 m                    | Walter Lienhard                                                                       | 384 pkt.  | Georges Roes                                                                         | 382 pkt.  | Josias Hartmann                                                                            | 381 pkt.  |
| Karabin dowolny klęcząc, 300 m                  | Josias Hartmann                                                                       | 376 pkt.  | Walter Lienhard                                                                      | 375 pkt.  | Jakob Reich                                                                                | 357 pkt.  |
| Karabin dowolny stojąc, 300 m                   | Josias Hartmann                                                                       | 352 pkt.  | Walter Lienhard                                                                      | 346 pkt.  | Manning Dodson                                                                             | 343 pkt.  |
| Pistolet dowolny, 50 m                          | Wilhelm Schnyder                                                                      | 513 pkt.  | Robert Blum                                                                          | 507 pkt.  | Paul Van Asbroeck                                                                          | 505 pkt.  |
| Pistolet dowolny, 50 m, drużynowo               | Francja Charles des Jammonières Keller-Dorian R. Pecchia Gilles Petit Louis Tétart    | 2478 pkt. | Szwajcaria Fritz Balmer Robert Blum Hans Hänni Fritz König Wilhelm Schnyder          | 2465 pkt. | Dania Frederik Frederiksen Christian Jensen Niels Larsen Christian Lehrman Christen Møller | 2426 pkt. |